# Kakteen
Kakteen, (abreujat Kakteen), és un llibre amb il·lustracions i descripcions botàniques que va ser escrit pel botànic alemany conegut per la seva contribució a la nomenclatura de les plantes suculentes, Alwin Berger. Va ser publicat l'any 1929 amb el nom d'Illustrierte Handbücher sukkulenter Pflanzen: Kakteen (Berger). En la seva classificació de la família de les cactàcies, on Alwin Berger va acceptar 41 gèneres.

## Sistemàtica
Alwin Berger va seguir el seu esquema de la família de les cactàcies de Karl Moritz Schumann, que en 1897 va completar la seva descripció completa dels cactus en el llibre Gesamtbeschreibung der Kakteen de la família en les subfamílies generalment acceptades Pereskioideae, Opuntioideae i Cereoideae (ara Cactoideae). La subfamília Cereoideae, no obstant això, va dividir, a diferència de Schumann en les dues tribus Rhipsalideae i Cereeae (ara Cacteae). El gran gènere Cereus, que no va considerar natural en aquesta forma, va dividir en les dues seccions Hylocerei i Eucerei i sis "clans" amb un total de 51 subgèneres.